# Institut universitaire de cardiologie et de pneumologie de Québec
L'Institut universitaire de cardiologie et de pneumologie de Québec - Université Laval (IUCPQ-ULaval), auparavant nommé Hôpital Laval, est un centre hospitalier universitaire affilié à l'Université Laval. Il est affilié au CHU de Québec.

## Histoire
L'Institut universitaire de cardiologie et de pneumologie de Québec - Université Laval (IUCPQ-ULaval) est un centre hospitalier spécialisé de la ville de Québec consacré à la prévention, au traitement, à l'enseignement et à la recherche des problèmes de santé cardiorespiratoire et d'obésité. 
Fondé par le docteur Arthur Rousseau, la construction du premier pavillon de l'Hôpital des tuberculeux commence à l'automne 1916; il s'agissait à l'origine d'un sanatorium avec une capacité de 120 lits, qui reçut les  premiers malades atteints de tuberculose en juin 1918. La Faculté de médecine de l’Université Laval et les Sœurs de la charité de Québec s’engagent à fournir le personnel. En 1920, l'établissement est renommé Hôpital Laval qui avait alors été choisi en l'honneur de Mgr François de Montmorency-Laval, premier évêque (catholique romain) de Québec. L'hôpital change de vocation dans les années 1950 pour s'intéresser aux pathologies pulmonaires dans leur ensemble, puis plus tard aux problèmes cardiovasculaires et à l'obésité. En 1955, on y construit le premier pavillon de recherche en milieu hospitalier à Québec. En 1968, l'Hôpital Laval devient affilié à l'Université Laval et devient un centre d'enseignement.
En 2009, l'Hôpital Laval devient l'Institut universitaire de cardiologie et de pneumologie de Québec - (IUCPQ), puis sera renommé Institut universitaire de cardiologie et de pneumologie de Québec - Université Laval (IUCPQ-ULaval), en 2015, à la suite de la Loi modifiant l’organisation et la gouvernance du réseau de la santé et des services sociaux notamment par l’abolition des agences régionales. Son département d'urgence est un des plus performants de la ville de Québec.[réf. souhaitée]